# Koniklec velkokvětý
Koniklec velkokvětý (Pulsatilla grandis) je vytrvalá rostlina, která se vyskytuje na loukách a svazích pahorků Eurasie. Je také oblíbenou skalničkou (stejně jako další druhy koniklece).

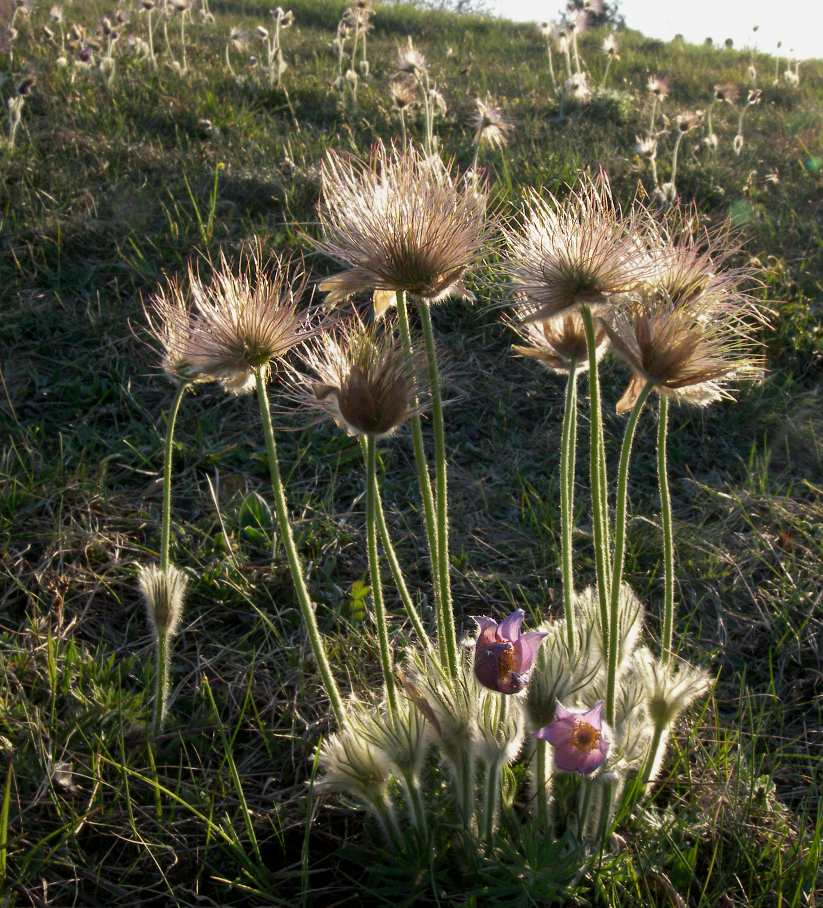
Koniklec velkokvětý, Netopýrky, kvetoucí a plodící trs

## Popis
Celá rostlina, mimo vnitřní plochy květu, je pokrytá bělavými, nebo zpočátku i narezlými chloupky. Z holé země v březnu vyrůstají mezi loňskými rozpadajícími se suchými listy květy. Lodyha dorůstá v době květu dosahuje stěží 3–15 cm po odkvětu do vývinu plodenství doroste 13–40cm výšky. Koniklec je jednou z prvních, velkým fialovým květem velmi nápadných kvetoucích rostlin a proto bývá označován i jako posel jara, podobně jako třeba prvosenka jarní (Primula vernis), který „odemyká zem“. Pozorovatele upoutá kalich plný zlatožlutých tyčinek, stejně jako později vlasaté květenství se semeny které rozšiřuje vítr. Fialové květy zvonkovitého tvaru, jsou zpočátku vždy vzpřímené, později mohou být i převisající. Prašníky jsou fialové, okvětních lístků je šest. Typická pro koniklece je srostlá koruna listenů na stonku nedaleko pod květem. Plodem je nažka, přenášená na nové místo větrem (anemochorie). Čepel listu je dva až čtyřikrát peřenosečná, dělená na úkrojky listů. Pod zemí vytváří oddenek.
Z Olomoucka, Grygovských kopců, je popsána (přirozená) varieta „Moravica“ s užšími úkrojky listů a jsou popsány odchylky u rostlin na vápencích a hadcích.

## Rozšíření

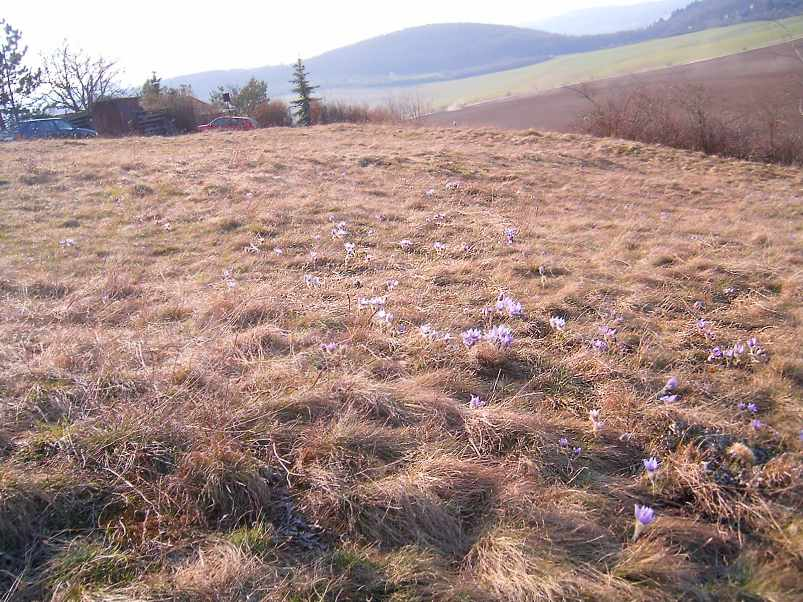
Koniklec velkokvětý, pohled na lokalitu Netopýrky

V ČR v kolinním, suprakolinním stupni, těžiště výskytu panonské termofytikum. Ve střední a jihovýchodní Evropě, části Ruska. V západní části střední Evropy, západní Evropě, Anglii a jižní Skandinávii je pak nahrazen příbuzným druhem koniklecem německým (Pulsatilla vulgaris).
Výslunné stepi, společenstva nízkých travin, loučky na mělké půdě, skalní stepi, travnaté suché okraje lesů, výjimečně světliny v lesích a keřovitých porostech, opuštěné vinice a ovocné sady. Roste na mírně kyselých a mírně zásaditých půdách, často i vápencovitých podkladech, ale někdy i na hadcových podložích. Na hadcích a vápencích vytváří zvláštní formy. V Česku roste tento koniklec pouze na Moravě . Některé lokality najdeme v okolí Znojemska (V okolí obce Vevčice a dalších lokalit). Kopečky u Únanova nebo Vevčická stráň.  nebo Brna: Netopýrky, Medlánecké kopce, Medlánecká skalka, Stránská skála, Obřanská stráň, Patočkova hora. Další místa výskytu jsou také blízko Krumvíře, nebo u Mikulova na Kočičí skále. Největší lokalitou v Evropě je Kamenný vrch v městské části Brno-Nový Lískovec, kde roste až 55 tisíc trsů rostlin. Mnoho menších nalezišť je v okolí Pavlovských vrchů a přímo na Pálavě. Zde se jejich výskyt prolíná s jinými druhy koniklece, takže mohou vznikat i mezidruhoví kříženci.

## Ochrana
Koniklec patří na Seznam přísně chráněných druhů rostlin podle Bernské úmluvy a k jeho ochraně jsou zřizovány územní celky s nižší, nebo vyšší úrovní ochrany.
Dále patří mezi druhy chráněné evropskou legislativou (NATURA 2000)
V Česku je chráněný jako silně ohrožený druh. Pěstovat je povoleno jen rostliny z kultur získané povoleným způsobem.
Na lokalitách, kde není respektována jeho ochrana, vlivem lidské činnosti (zejména zemědělského znečištění) rychle mizí, a proto jej objevíme spíše už jen na zvláště chráněných územích, jako je například Národní park Podyjí, kde roste v oblasti Hamerské vrásy, nebo Přírodní park Třebíčsko.

## Obsah látek
Toxické látky: jedovatý ranunkulin.

### Jedovatost
Koniklec je vysoce jedovatý, a vytváří srdeční toxiny a oxytoxiny, zpomalující srdeční tep. Požití vede k snížení krevního tlaku, hypotenzi a komatu.

## Zajímavosti
- Přesazování rostlin z přírody je nezákonné a zpravidla neúspěšné. Koniklec má lehce zranitelný dlouhý kořen. Semena však klíčí velice dobře. Sejí se hned po dozrání, rostliny kvetou většinou už ve třetím roce.[14] Sběr semen v přírodě také není povolen (chráněna jsou všechna vývojová stádia), musí pocházet z kultury získané povoleným způsobem.[12]
- Aby semena vyklíčila, potřebují volný prostor a vadí jim hustý bylinný podrost a nálety dřevin.